# Hubert Sickinger
Hubert Sickinger (* 10. April 1965 in Braunau am Inn; † Mai 2025 in Wien) war ein österreichischer Politikwissenschaftler, Jurist und Hochschullehrer.

## Leben
Hubert Sickinger maturierte 1983 am Gymnasium Braunau am Inn im naturwissenschaftlichen Zweig. Danach studierte er an der Universität Innsbruck Rechtswissenschaften und Politikwissenschaft. 1988 schloss er das Diplomstudium zum Mag. iur ab und promovierte im Jahr 1990 mit seiner Dissertation zur politischen Partei im österreichischen Recht zum Dr. iur. 1991 beendete er sein Diplomstudium zum Mag. phil. und dissertierte 1995 bei Anton Pelinka mit einer Arbeit zur Politikfinanzierung zum Dr. phil. Von April bis November 1991 absolvierte er seinen Präsenzdienst.
Von 1992 bis 2015 arbeitete Sickinger „(mit Unterbrechungen)“ als wissenschaftlicher Mitarbeiter am Institut für Konfliktforschung in Wien. Er forschte vor allem in den Bereichen Parteienforschung, Parteienfinanzierung und politische Korruption und lehrte von 2001 bis zu seinem Tod an der Universität Wien. Im Sommersemester 2009 hatte Sickinger eine Gastprofessur an der Universität Salzburg inne.
Ehrenamtlich war Hubert Sickinger Gründungsmitglied und bis zuletzt Vizepräsident des Beirats von Transparency International Austria und engagierte sich als Mitgründer in der österreichischen Transparenz-Initiative Forum Informationsfreiheit (FOI), dessen Vorsitzender des Beirats er war. Bereits 2011 setzten Sickinger und Wegbegleiter die ersten Schritte zur Erreichung der Lockerung des in Österreich im Bundes-Verfassungsgesetz verankerten Amtsgeheimnisses. Die Tageszeitung Kurier zitiert einen der Wegbegleiter: „Das Informationsfreiheitsgesetz, das am 1. September in Kraft tritt, war zum großen Teil sein Verdienst.“ Den parlamentarischen Beschluss zu dem Gesetz habe Sickinger „mit großer Freude zur Kenntnis genommen“.
Hubert Sickinger starb im Mai 2025 wenige Wochen nach seinem 60. Geburtstag.
Martin Tschiderer zitiert in seinem Nachruf im Standard auf Hubert Sickinger mit dessen Credo seiner Tätigkeit: „Wenn die Grundlagen von Entscheidungen wie Planungen und Vergaben für alle öffentlich zugänglich sind, werden Nebenabsprachen weniger wahrscheinlich“ und Transparenz diene „sowohl der demokratischen Kontrolle als auch der Korruptionsprävention“. Er fasst Sickingers Wirken zusammen wie folgt:

„Er war einer der zentralen Transparenz-Erklärer der Republik. Ging es um Parteienfinanzierung und -finanzen, um deren Verwendung, deren womöglich unlauteren Einsatz, wählten Journalistinnen und Journalisten gerne eine Nummer: die von Hubert Sickinger. Für die Einschätzung mutmaßlicher Korruptionsfälle und fragwürdiger Spenden half es natürlich sehr, dass Sickinger nicht nur Politikwissenschafter war, sondern auch Jurist. Den mitunter schmalen Grat zwischen rechtlich noch zulässigen oder eben nicht mehr legalen Konstruktionen konnte er mit seinem Fachwissen aus beiden Disziplinen oft besser und schneller einordnen als viele andere. Kürzlich ist Sickinger im 61. Lebensjahr verstorben.“

Zu ähnlichen Einschätzungen über Hubert Sickingers Wirken kommen auch weitere Medien in ihren Nachrufen ebenso, wie Politiker und Journalisten sowie andere Poster in den sozialen Netzwerken X und Bluesky.

## Auszeichnung
- 2009: Lupac-Wissenschaftspreises der Margaretha Lupac-Stiftung für Parlamentarismus und Demokratie[18]

## Publikationen (Auswahl)
- Wahlkampffinanzierung im Schatten der Wahl 2017. In: Thomas Hofer, Barbara Tóth (Hrsg.): Wahl 2019. Strategien, Schnitzel, Skandale. Ecowin, Salzburg 2019, ISBN 978-3-7110-0254-9, S. 151 ff.
- Wahlkampffinanzierung. In: Thomas Hofer, Barbara Tóth (Hrsg.): Wahl 2017. Loser, Leaks & Leadership. ÄrzteVerlag, Wien 2017, ISBN 978-3-9503276-4-9, S. 218–239.
- Politisches Geld. Parteienfinanzierung und öffentliche Kontrolle in Österreich. Czernin, Wien 2013.
- Politikfinanzierung in Österreich. Czernin, Wien 2009.
- mit Anton Pelinka und Karin Stögner: Kreisky – Haider. Bruchlinien österreichischer Identitäten. Braumüller Wien 2008.
- als Hrsg. mit Michael Gehler: Politische Affären und Skandale in Österreich. Von Mayerling bis Waldheim. 3. Aufl., Studienverlag, Innsbruck/Wien/Bozen 2007.
- Bezirkspolitik in Wien. Studienverlag, Innsbruck/Wien/Bozen 2006.
- Demokratie in der kleinen Einheit. Wien, Innere Stadt – Eine Fallstudie. Braumüller, Wien 2002.
- Politikfinanzierung in Österreich. Ein Handbuch. Thaur, Wien/München 1997.
- mit Rainer Nick: Politisches Geld. Parteienfinanzierung in Österreich. Thaur Kulturverlag, Wien/München 1990.